# Седлар, Ян
Ян Се́длар (чеш. Jan Sedlář; род. 21 июля 1988) — чешский кёрлингист.
В составе мужской сборной Чехии участник зимней Универсиады 2015. Призёр чемпионата Чехии среди мужчин. Чемпион Чехии среди смешанных пар.
В «классическом» кёрлинге (команда из четырёх человек одного пола) в основном играет на позиции второго.

## Достижения
- Чемпионат Чехии по кёрлингу среди мужчин: бронза (2023, 2025).
- Чемпионат Чехии по кёрлингу среди смешанных пар: золото (2010).

## Команды
| Сезон                       | Четвёртый     | Третий           | Второй       | Первый      | Запасной       | Тренер        | Турниры            |
| --------------------------- | ------------- | ---------------- | ------------ | ----------- | -------------- | ------------- | ------------------ |
| 2014—15                     | Якуб Сплавец  | Криштоф Халоупек | Мартин Юрик  | Ян Седлар   | Томаш Зеленка  | Карел Кубешка | ЗУ 2015 (6 место)  |
| 2019—20                     | Karel Klíma   | Ян Седлар        | Martin Mulač | Jakub Skála | Michael Večeř  | Якуб Бареш    | ЧЧМ 2020 (4 место) |
| 2022—23                     | Karel Klíma   | Томаш Паул       | Ян Седлар    | Jakub Skála | Martin Mulač   | Томаш Паул    | ЧЧМ 2023           |
| 2024—25                     | Karel Klíma   | Томаш Паул       | Ян Седлар    | Jakub Skála | Dalibor Miklík | Томаш Паул    | ЧЧМ 2025           |
| Кёрлинг среди смешанных пар |               |                  |              |             |                |               |                    |
| 2008—09                     | Линда Климова | Ян Седлар        |              |             |                |               | ЧЧСП 2010          |

(скипы выделены полужирным шрифтом)